# نیتتا یوشیمونه
نیتتا یوشیمونه (به ژاپنی: 新田 義宗 Nitta Yoshimune); ۱ ژانویهٔ ۱۳۳۵ – ۳ سپتامبر ۱۳۶۸) سامورایی در دوره نانبوکوچو پسر نیتتا یوشی‌سادا اهل ژاپن بود.